# 大青蛙布偶秀

大青蛙布偶秀的開場。

《大青蛙布偶秀》（英語：The Muppet Show）是一個由吉姆·亨森（Jim Henson）和他的小組製作的布偶（Muppet）所演出的電視節目，播出時間為1976年到1981年。雖然這個具有創意的節目帶有美國風格，吉姆·亨森卻沒有辦法讓這個節目在美國本土製作，而是說服了英國聯合電視網（Associated Television Network）的路·葛瑞德（Lew Grade）讓他在英國製作這個節目。在美國這個節目採用聯賣（syndication）方式播出，在英國則是由獨立電視網（ITV）播出。台灣的中華電視公司曾在約1980年代於每週日上午播出。

## 概要
此節目是屬於載歌載舞的綜藝節目，還有一些發生在後台稀奇古怪的事情。節目內容大部分都圍繞在膽小又溫和的科米蛙（Kermit the Frog，由韓森操縱）身上，他必須試圖控制住一群活蹦亂跳的布偶，同時還要照顧到真人來賓。這個節目以過度歡鬧、肢體搞笑、不時荒唐滑稽的喜劇感而聞名，另外它更會利用布偶角色來製造出獨特的戲仿。每一集節目都會邀請一位真人來賓到現場。
雖然這些布偶在早期曾以許多形式出現（參見吉姆·韓森），它們受到廣泛的歡迎是在PBS播出的真人與布偶同台演出的《芝麻街》系列之後。《大青蛙布偶秀》則為吉姆·韓森繼續製作極受歡迎的節目打下基礎。
其他吉姆·韓森的布偶創作還有電影《魔水晶》（The Dark Crystal）、《魔王迷宮》（Labyrinth）和以《芝麻街》為基礎的《Follow That Bird》，以及其他各種電影、針對兒童的電視錄影帶和電視特別節目。
主要的劇本作者有傑瑞·吉爾（Jerry Juhl）和傑克·伯恩斯（Jack Burns）。
《大青蛙布偶秀》的每集節目和角色以及電影製作的所有權，在2004年2月由華特迪士尼公司買下。

## 續集
《大青蛙布偶秀》的角色後來在《大青蛙布偶電影》（The Muppet Movie）中演出，這也是第一部布偶和人類在真實世界中互動的電影。後來又出了幾部電影。1996年同樣的節目模式以《今夜布偶秀》（Muppets Tonight）復出，最初10集在ABC上播出，其餘的則在迪士尼頻道上播出。

## 大青蛙布偶秀角色列表
- 大青蛙（科米蛙，Kermit the Frog）：導演和主持人。
- 豬小姐（Miss Piggy）：一隻風情萬種的美女豬。但個性兇悍，而最直接的受害者經常就是大青蛙。
- 福滋熊（Fozzie Bear）：一隻喜歡說笑話的熊。
- Scooter：跑腿，劇場主人的侄子。
- Gonzo：特技演員和冒失鬼。
- 瑞典廚師（The Swedish Chef）
- Rowlf：一隻狗鋼琴家。
- Dr. Julius Strangepork：「太空豬」短劇中的科學官。
- Dr. Bunsen Honeydew：科學家和發明家。
- Beaker：Dr. Bunsen Honeydew的助手兼被實驗者。
- Camilla：一隻雞，Gonzo的愛人。
- Sam the (American) Eagle：美國愛國者。
- Dr. Teeth：Dr. Teeth and The Electric Mayhem樂團的領導人和鍵盤手。
- Zoot：薩克斯風手。
- Janice：吉他手。
- Animal：鼓手。
- Sgt. Floyd Pepper：貝斯手。
- Lew Zealand：向魚丟迴旋標的人，通常被魚所困擾。
- Statler和Waldorf：兩名在每場秀出現並且起鬨的老人。
- Annie Sue：豬小姐的競爭對手。
- 布偶新聞播報員（The Muppet newscaster）
- Foo-Foo：豬小姐的狗。
- Sweetums：一隻9英呎高的怪獸。
- Link Hogthrob：在「太空豬」短劇中扮演USS Swinetrek號的艦長。在「巡邏熊」短劇中則扮演福滋熊的長官。
- Bearegard：舞台管理員。
- Crazy Harry：喜愛炸彈的瘋子。
- Robin：科米蛙的侄子。
- Uncle Deadly：邪惡但是有點膽小。
- Flying Zucchini Brothers：特技表演者，通常以悲劇收場。
- Pops：在門口歡迎的人員。
- Marvin Suggs
- George：守門員。

## 固定的搞笑片段
- At the Dance
- 實驗室（Muppet Labs）：Dr. Bunsen Honeydew和他的助手Beaker每次都有新的發明，然而那些發明都必定會故障然後帶來最壞的結果。
- 布偶新聞播報（Muppet News Flash）：新聞播報員出來播報一則新聞後，通常他新聞報導中的事件就會發生在他身上。
- 太空豬（Pigs In Space）：戲仿科幻影集《Star Trek》以及1940年代科幻系列的短劇。裡面的太空船叫做USS Swinetrek號。
- 瑞典廚師（Swedish Chef）：烹飪節目。
- Vend-a-face：一個提供特別服務的自動販賣機。
- 獸醫醫院（Veterinarian's Hospital）：鮑伯醫生（Dr. Bob，由Rowlf飾演）在手術室和護士豬小姐及Janice說笑話。
- Wayne and Wanda：這對二人組的每首歌都以悲劇收場。
- 巡邏熊（Bear on Patrol）：福滋熊是一個不幸運的警察，而Link Hogthrob是他愚笨的上司，總是會惹出一些最愚蠢的狀況來。